# The Unit
The Unit es una serie de televisión del tipo acción-drama-bélico, que se emitió por primera vez en Estados Unidos el 7 de marzo de 2006 en CBS. La serie trata de una unidad de fuerzas especiales ultra secretas del ejército estadounidense que actúa en diversas situaciones de crisis. Está basada en el libro de Eric Haney, Inside Delta Force, y fue llevada a la televisión por el director David Mamet. La serie es producida por The Barn Productions Inc., David Mamet Entertainment, Fire Ants Films en colaboración con 20th Century Fox Television y CBS Paramount Television. Comenzó a emitirse a nivel internacional en octubre de 2006 en el Reino Unido en Bravo, en Australia en Seven Network y en España en el canal de pago FOX y en La Sexta.

## Sinopsis
La serie trata de una unidad ultrasecreta perteneciente al ejército de los Estados Unidos que opera bajo el nombre de "Grupo 303 de estudios logísticos", su tapadera. Sus integrantes, provienen de una selección de los mejores soldados del ejército siendo los más especializados y mejores soldados de élite del mundo.
La unidad se estructura en grupos (como el grupo alfa, integrado por todos los protagonistas de la serie) y al mando de cada grupo un sargento. El máximo dirigente de la unidad es el Coronel Thomas Ryan, que responde directamente a los órdenes del Presidente de los Estados Unidos, no es conocido, ni siquiera pasa, por la Secretaría de Defensa.
Además de los integrantes de la unidad y los altos mandatarios del país, las únicas personas que conocen la existencia de estas fuerzas de Operaciones Especiales son las mujeres de los soldados, a las cuales no se les da más que una mínima información. Saben a qué se dedica la unidad en realidad, saben que sus maridos no son oficinistas sino soldados de élite, pero nunca tienen acceso a información como dónde están exactamente, ni cual es su misión, ni siquiera si están bien o no.
Si un soldado de la unidad muere en el cumplimiento de una misión, a la familia se le comunica que murió en prácticas o entrenamientos.
Las esposas de la unidad forman un círculo entre ellas basado en la mutua confianza y en conocerse unas a otras para ayudarse entre ellas cuando surgen problemas de los que pueden surgir en un trabajo de tan alto riesgo.
La unidad, integrada por más o menos doscientos soldados y estructurada en grupos de cinco soldados, opera en misiones sobre todo especialidad antiterrorista. Cada grupo, mandado por un Sargento Mayor, utiliza los recursos necesarios para cumplir su misión disponiendo del armamento necesario y los medios de transporte adecuados para la misión.
La seguridad de que la unidad se preserve como unidad secreta, es tan importante hasta el punto de que el Coronel Ryan no se lo piensa dos veces antes de expulsar al soldado que hable sobre la existencia de algo más allá que una oficina de análisis logístico o si es la mujer del soldado la que lo hace, también. Incluso no temería tener que, por seguridad, cerrar la unidad y reiniciarla en otro sitio y con otro nombre.
El gobierno y el ejército estadounidenses, tienen la capacidad de negar la existencia de dicha unidad y sus soldados, en el cumplimiento de una misión, no portan ninguna insignia ni objeto que les pueda relacionar con Estados Unidos su gobierno o su ejército y en numerosas misiones se pueden hacer pasar por operadores de otros gobiernos.
La serie de desarrolla en Fort Griffith, una base del ejército que tiene la capacidad de acoger a las familias dentro de ella en viviendas normales y donde se encuentra la base de otros aparatos del ejército no necesariamente iguales que "La Unidad" sino secciones normales. Fort Griffith. Se llamó así a un fuerte histórico (no existe actualmente) construido por los ingleses en 1814, durante la guerra de 1812, al este de Maine, fue abandonado al final de la Guerra. El nombre de este fuerte se hizo famoso en el mundo del cine con la película Duelo de titanes" GUNFIGHT AT THE O.K. CORRAL" con Kirk Douglas y Burt Lancaster, es muy conocida la melodía con la que entran cabalgando "los malos" en Fort Griffith, pero este fuerte es otro que existió cerca de Galveston en Texas y que se vio involucrado en una de las batallas más importantes la Guerra Civil en este Estado.
Cada capítulo suele llevar dos historias paralelas:
- La misión de los protagonistas en diferentes zonas del mundo.
- La vida cotidiana de las esposas de la unidad en Fort Griffith.

## Emisiones Internacionales
| País                       | Cadena(s)                                         | Primeras emisiones     | Horarios semanal            |
| -------------------------- | ------------------------------------------------- | ---------------------- | --------------------------- |
| Estados Unidos             | CBS Television                                    | 7 de marzo de 2006     | Jueves 9:00pm ET            |
| Canadá                     | CHEK Television                                   | 7 de marzo de 2006     | Jueves 9:00pm               |
| Australia                  | Channel Seven                                     | 25 de octubre de 2006  | Miércoles 8:30pm AEDST      |
| Francia                    | W9 (TNT/TPSL)                                     | 3 de octubre de 2006   | Lunes 8:45pm/9:30pm         |
| Nueva Zelanda              | TV3                                               | 19 de octubre de 2006  | Lunes 8:30pm                |
| Portugal                   | FOX                                               | 7 de noviembre de 2006 | Jueves 10:30pm              |
| Arabia Saudí y mundo árabe | Showtime Arabia Tv Land y Tv Land +2 (Subtitulda) | 4 de noviembre de 2006 | Sábados 8:00 p. m.          |
| España                     | Fox                                               | 19 de octubre de 2006  | Sábado 10:20pm              |
| España                     | La Sexta                                          | 11 de enero de 2007    | Jueves 22:50                |
| Reino Unido                | Bravo                                             | 3 de octubre de 2006   | Jueves 10:00pm GMT          |
| Malasia                    | TV9                                               | diciembre de 2006      | Sábados 10:00pm             |
| México                     | CANAL 4 TELEVISA                                  | octubre de 2008        | Sábados 8:00pm              |
| Nicaragua                  | TELEVICENTRO CANAL 2                              | abril de 2009          | Martes y jueves 11:00 p. m. |
| Chile                      | MEGA                                              | abril de 2009          | Domingo 01:00 a. m.         |
| Argentina                  | canal 13                                          | agosto de 2009         | Lunes a viernes 06:00 a. m. |
| Argentina                  | canal FX                                          | marzo de 2007          | Lunes a viernes 12:00 p. m. |
| República Dominicana       | Color Visión                                      | octubre de 2013        | Domingos 03:00 p. m.        |

## Personajes
- Robert Brown "Brisa Fresca", Bob (Scott Foley): Es el "novato" en el equipo Alfa. En el primer episodio acaba de entrar en la unidad. Está casado con Kim y tienen dos hijas y un hijo. Entró a formar parte de la unidad (de verdad) después de sufrir su novatada en 1x11. En el capítulo 11 de la 3.ª Temporada es ascendido a sargento de primera clase.
- Jonas Blane "Doctor Serpiente" (Dennis Haysbert): Es el sargento mayor del equipo Alfa, está casado con Molly y tienen una hija, oficial del ejército. Es el más veterano en la unidad de todo su equipo. En algunas ocasiones le mandan misiones individuales.
- Molly Blane (Regina Taylor): Es la esposa de Jonas, una mujer con mucho carácter que se convierte inevitablemente en la líder entre las esposas de la unidad.
- Kim Brown (Audrey Marie Anderson): Es la esposa de Bob, una mujer decidida y atrevida con las ideas muy claras; gracias a ello consigue un trabajo en la radio.
- Mack Gerhardt "Dirt Diver" (Max Martini): Uno de los miembros más antiguos del equipo Alfa, siendo el segundo al mando de Jonas, se convierte en el jefe de este en su ausencia. Está casado con Tiffy.
- Coronel Thomas Ryan "Dog Patch 06" (Robert Patrick): Es el coronel de la unidad, su máximo mandatario. Responde directamente ante el presidente. Su severidad le ha llevado a proteger la unidad más que nada hasta puntos muy extremos. Mantiene un romance secreto con Tiffy.
- Tiffy Gerhardt (Abby Brammell): Es la mujer de Mack. Mantiene un romance en secreto con el coronel.
- Charles Grey "Betty Blue"(Michael Irby): El especialista en explosivos. A la hora de huir cada uno por su cuenta tiene recursos ilimitados, al parecer.
- Hector Williams "HammerHead"(Demore Barnes): El pertenecer a la Unidad le ha llevado al fracaso de un romance que marchaba bien. Fallece en una misión después de salvarle la vida a Grey (3x07)
- Craig Robert Young

## Lista de Capítulos

### Primera temporada
- Episodio 1: First Responders (Servicios de Emergencia)

Un avión comercial en el estado de Idaho ha sido secuestrado por unos terroristas, se encuentra en el aeropuerto (sin despegar) pero está cargado de explosivos. La Unidad tiene que salvar a los pasajeros ignorando las prohibiciones de otras agencias del gobierno como el FBI.
- Episodio 2: Stress (Tensión)

Todo el equipo Alfa, menos Brown, van a África a recuperar un componente de un satélite Chino antes de que lo hagan los enemigos. En la base, Brown, tiene que responder a las preguntas de un investigador del FBI acerca de su intervención en el episodio anterior que no cumplía con todos los requisitos legales.
- Episodio 3: 200th Hour (La hora 200)

Sólo el sargento Jonas tiene una misión en Indonesia donde tiene que rescatar a unos misioneros que han sido amenazados por la guerrilla. Una senadora de Texas, de la cual en parte depende la subvención para la unidad, visita Fort Griffith y es entretenida por las mujeres de la Unidad. Brown, en su novatazgo, tiene que demostrar que está la altura del trabajo después de cometer un error en un entrenamiento.
- Episodio 4: True Believers (Verdaderos Creyentes)

Un nuevo Ministro Mexicano visita EE. UU. y el equipo Alfa se encarga de su seguridad. Las mujeres de la unidad conversan con una exmujer de la unidad cuyo marido, que fue soldado de la unidad, se ha pasado al sector privado, en el que hay menos riesgo y más dinero.
- Episodio 5: Non-Permissive Environment (Entorno Restrictivo)

El equipo Alfa va a Valencia, España, donde tienen que matar a alguien, en el cumplimiento de la misión, el gobierno español retira su apoyo y una vez cumplido el objetivo, cada uno tiene que irse a Estados Unidos como puede. Brown tiene problemas al hacerlo y llega el último y con retraso. La hija de Jonas vuelve a casa con planes para dejar la universidad y alistarse en el ejército.
- Episodio 6: Security (Seguridad)

La Unidad tiene que dar un transmisor de sonido a una confidente en la embajada Iraní, en Beirut. Al ser imposible, Brown se las ingenia para meterlo directamente en el coche del embajador.
Kim descubre la reunión de Tiffy con "alguien" en un motel y Molly la encubre inventándose una historia.
- Episodio 7: Dedication (Dedicación)

El equipo Alfa tiene que rescatar al equipo Bravo tras haberse quedado atrapado entre líneas enemigas. Kim consigue un trabajo como directora de marketing en la radio local.
- Episodio 8: SERE (SERE)

La unidad realiza un entrenamiento de Supervivencia, Evasión, Resistencia y Escape(SERE).
- Episodio 9: Eating the Young (Comiéndose al Joven)

El equipo Alfa va a Panamá a comprar (si pueden) o a robar (si no pueden comprarlos) siete misiles de una comerciante brasileño antes de que los venda a un grupo islamista.
Problemas en la base cuando Kim comete "Insubordinación" contra la mujer de un general.
- Episodio 10: Unannounced (No Anunciada)

Bob va como asesor a instruir militares (en otro país) como hacer misiones de seguridad, porque el secretario de estado aterrizará en ese aeropuerto y Bob con los soldados a su mando, será el encargado de su seguridad. Molly pierde todo su dinero siendo estafada. Kim casi es violada por un fanático de la radio. Jonas es por esa noche el jefe de operaciones tácticas.
- Episodio 11: Exposure (Exposición)

Es el día de los muertos en el cual una viuda, la cosa que quiere, la obtiene. A la celebración llega Kieth Soto, el hijo de un militar compañero de Jonas que murió en combate. A la familia le dijeron que fue en unas prácticas en Italia, pero Kieth Soto sabe que no es verdad y le obliga a Jonas que le cuente la historia verdadera, este se la cuenta variándola un poco... Molly recupera parte del dinero que le estafaron. Bob sufre una novatada y "ya es miembro de la unidad".
- Episodio 12: Morale, Welfare and Recreation (Moral, Bienestar y Ocio)

El equipo Alfa (sin Brown ni Mack) es enviado a Atlanta para desactivar una bomba en un banco. Descubren que la bomba es nuclear. Bob se va de "vacaciones" con Kim, pero en realidad está haciendo una misión para detener a un espía, Kim acaba ayudándole.
- Episodio 13: The Wall (El Muro)

El equipo Alfa (al completo) es enviado junto con los cascos azules de la OTAN, en concreto con una legión francesa, a capturar a un general Yugoslavo por cometer crímenes de guerra. La misión es asistir a la OTAN, pero acaban deteniéndole ellos. Pero el general escapa y se venga en el banquete de bodas del Coronel Ryan. Kim descubre lo de Tiffy. Molly quiere que Jonas se una al sector privado porque ha perdido todo su dinero.

### Segunda temporada
- Episodio 1: Change of Station (Cambio de Destino)

Mac ha prometido cambiar de destino a su mujer Tiffy, y dedicarse a tareas más tranquilas militarmente hablando, por lo cual realiza los trámites mientras sus compañeros de Equipo están en una misión, la cual se complica teniendo que cambiar los términos de la misma. Bob y Kim esperan un bebé.
- Episodio 2: Extreme Rendition (Rendición Extrema)

Jonas y su Equipo realizan una compleja y difícil misión para liberar a un exmiembro de la Unidad, para que les ayude a encontrar a un traficante de armas. Mientras tanto, Molly, la esposa de Jonas, recluta a un militar para una empresa de seguridad privada, y así poder pagar los cuidados de su madre enferma, por lo que algunos miembros de la Unidad no están contentos.
- Episodio 3: The Kill Zone (Zona de Muerte)

Jonas y su Equipo son enviados a Paraguay para eliminar a un cabecilla rebelde, pero deben rescatar a dos miembros del Equipo Charlie atrapados por un francotirador. Mientras tanto Molly y Kim ayudan a la prometida de un miembro fallecido de la Unidad con su pérdida, y Kim presiona a Bob para que firme un Seguro de Vida al ver lo poco que ayuda el Ejército a las viudas.
- Episodio 4: Manhunt (Cacería Humana)

El Equipo persigue a un terrorista Indonesio en territorio estadounidense para prevenir que una explosión. Mientras tanto sus esposas están preocupadas por un extraño que pone a sus familias en peligro.
- Episodio 5: Force Majeure (Fuerza Mayor)

Una misión para extraer a un dictador africano de un hospital durante un huracán parece muy sencillas, pero cuando el Equipo descubre que hay 10 pacientes más "olvidados" durante la evacuación deben decidir si salvar al dictador o a los pacientes.
- Episodio 6: Old Home Week (Semana de regreso al Hogar)

Mientras los miembros del Equipo están fuera en una misión siguiendo el rastro de unos diamantes utilizados para financiar el terrorismo, Bob no sabe que hacer cuando ve a un miembro del Equipo sustraer algunos diamantes. Mientras tanto las esposas están en la base organizando "La Vieja Semana del Hogar" para conseguir fondos y así ayudar al personal militar en Irak.
- Episodio 7: Off the Meter (Fuera de Control)

Jonas se lleva a Bob a realizar una misión "privada", para ayudar a la hija ilegítima de Ron Cheals captada por una secta, pero este favor les puede costar a ambos su trabajo, su reputación y más aún. Mientras tanto Tiffy ayuda a la esposa del Coronel Ryan al hacerse responsable de un accidente de tráfico; sus buenas intenciones pueden resultar desastrosas para el Equipo.
- Episodio 8: Natural Selection (Selección Natural)

Bob y su traductora sobreviven a un accidente de helicóptero, lejos de cualquier vestigio de la civilización, y sin equipo alguno afrontan la prueba de sobrevivir en condiciones extremas. Mientras Bob lucha contra la deshidratación e hipotermia, el accidente le hace recordar sus experiencias durante la fase de selección para entrar en el Equipo de Élite.
- Episodio 9: Report by Exception (Informe de Excepción)

Jonas trabaja con un miembro de la Agencia, CIA, actuando como esposa, para asesinar a un alto cargo latinoamericano que amenaza el suministro de petróleo a los EE. UU. Después de que el Coronel Ryan haya sido cuestionado sobre su misión actual por miembros del Congreso, una fuga de información pone en peligro la misión.
- Episodio 10: Bait (Cebo)

Jonas es capturado y encerrado, siendo utilizado como "cebo" para atraer a más tropas estadounidenses y terminar con ellas, y sus captores lo utilizan para intercambiarlo por un terrorista. El coronel Ryan hace todo lo que puede y más para solventar la situación. Mientras tanto Tiffy tiene un juicio por un accidente de tráfico.
- Episodio 11: Silver Star (Estrella de Plata)

Cuando la familia de Jonas se reúne para celebrar la entrega de una condecoración tardía a su padre, su sobrino, recién llegado de estar en combate, actúa de forma deshonrosa, por lo que Jonas tomará medidas. Mientras tanto Mac debe de resolver una situación peligrosa, ya que un avión privado ha entrado en una zona restringida.
- Episodio 12: The Broom Cupboard (El armario de la limpieza)

Mientras el equipo debe de actuar de guardaespaldas para una senadora, Jonas tiene su propia misión secreta que llevar a cabo, ordenada directamente por el presidente de los Estados Unidos. En la base, Jeremy le dice a Molly que quiere proponerse a Crystal, y las esposas preparan todo para su llegada.
- Episodio 13: Subconcious (Subconsciente)

La misión secreta del equipo en Corea del Norte se ve amenazada por una indiscreción de Kim. El Coronel Ryan quiere aclarar urgentemente como Kim sabía los datos de la misión. Bob es relevado de su puesto, y el Coronel trae a una psiquiatra del Ejército para desvelar el misterio.
- Episodio 14: Johny B. Good (Johnny B. Good)

El Equipo debe de entrar en Irán y colocar detectores de radiación en un lugar secreto. Mac debe decidir si dejar con vida a una mujer iraní que les ha ayudado, o matarla para evitar sea torturada. En la base, Jeremy tiene a molly a su lado, mientras Crystal tiene un lío con uno de los miembros casados del Equipo. Tiffy debe de realizar 200 horas de trabajos sociales.
- Episodio 15: The Water is Wide (El Agua es Ancha)

Mientras el Equipo protege a un vip en las Naciones Unidas, entran en acción cuando un ascensor se cae. Más problemas se acumulan cuando descubren una bomba en la oficina del Secretario General. Molly y Tiffy viajan a Vietnam para estar en una ceremonia honrando a los caídos en ambos bandos.
- Episodio 16: Games Of Chance (Juegos de Azar)

Estando en Alemania para celebrar la competición anual entre equipos antiterroristas, los miembros de la Unidad descubren un plan terrorista de verdad. Kim se encuentra con un viejo amigo en el aeropuerto, y debe tomar decisiones duras después de pasar la noche en su casa.
- Episodio 17: Dark of the Moon (Oscuridad de la Luna)

Después de llegar a una base del ejército en Afganistán, Jonas y el resto del Equipo descubren que la base es un caos, y toman el control de la misma, organizando las defensas.
- Episodio 18: Two Coins (Dos Monedas)

Mientras Jonas y el resto del Equipo estudian tácticas avanzadas en Israel, Grey se enamora de una soldado israelí, pero su relación no properará. Después de un duro día de entrenamiento, los dos se van al desierto, pero se ven envueltos en problemas al toparse con una unidad enemiga. Tiffy encuentra una rara moneda, que la sumerge en un dilema moral.
- Episodio 19: The Outsiders (Los Forasteros)

Cuando un avión cae en Papúa Nueva Guinea, Bob y Williams sonenviados a recuperar la caja negra. Al llegar se dan cuenta de que necesitan ayuda de una tribu local, y Williams debe participar en un ritual religioso. En la base, Mac descubre que Crystal ha estado filtrando información clasificada a un periodista, pero Jonas toma medidas para contener el daño.
- Episodio 20: In Loco Parentis (In loco parentis)

El Equipo debe rescatar a unos estudiantes en una escuela de Washington que han sido hechos prisioneros. Sin embargo, sus captores no hacen ninguna demanda. La tensión aumenta, ya que algunos del secuestrados son hijos de miembros del Gobierno. Cuando Tiffy y Kim descubren que Lissy tiene novio, surgen problemas entre ellas.
- Episodio 21: Bedfellows (Compañeros de Cama)

Convencido de que Tiffy tiene una aventura, Mac llega a una determinación precaria. Mientras tanto, Bob debe tomar una difícil decisión en una misión.
- Episodio 22: Freefall (Caída Libre)

Mientras parte del Equipo protege a un príncipe Tailandés, descubren un plan de asesinato entre los miembros de la familia. Contra el deseo del Coronel, Jonas se une a Bob en una misión para acabar con la vida de un terrorista, pero después de un salto a 40.000 pies, Jonas debe salvar la vida de Bob.
- Episodio 23: Paradise Lost (Paraíso Perdido)

El Equipo se enfrenta a una investigación por parte del Gobierno debido a sus acciones. Cada miembro debe de tomar sus propias decisiones, lo cual pone al Equipo en peligro...

### Tercera temporada
Pandemonium (1º Parte)
10 días después del cierre de La Unidad, la situación para el Equipo Alfa se ha complicado. Mientras Jonas trata de descubrir por qué su equipo está en la mira, es perseguido por un asesino y por Bob cuyos motivos no están claros. Mack y Williams se enfrentan a un futuro incierto en el sistema militar de prisión y Molly junto a Tiffy viajan a Washington D. C. en un intento desesperado para salvar a sus esposos. Mientras tanto, Tom Ryan enfrenta las audiencias en el Congreso que investiga a su "osado equipo" solo para descubrir que él mismo metió al traidor en La Unidad.
Pandemonium (2º Parte)
Jonas, Bob, and Charles regresan a Washington D. C. y se encuentran con el Coronel Ryan. Ellos tratan de encontrar a la persona responsable del desmantelamiento de la Unidad y tratar de limpiar su nombre. Mientras tanto, Héctor es transportado a una audiencia del subcomité del Senado para testificar en contra de la Unidad y Mack esta en una prisión secreta.
Always Kiss Them Goodbye
Una bomba con un agente nervioso fue robada de una base militar. Jonas lidera a la unidad en un intento por recuperar la bomba robada. Cuando la bomba es abordada en un avión, Bob la persigue en otro avión. En la base un accidente entre Mack y Tiffy es malinterpretada como una disputa doméstica.
Every Step You Take
Inside Out
M.Ps
Five Brothers
Play 16
Binary Explosion
Carlito se infiltra en una banda que al parecer opera desde dentro del ejército robando armas y explosivos para sacarlos a la calle, Mac y el Coronel Ryan investigan quien ha sido el causante del accidente de Tiffy, al final del capítulo el Coronel va a ver a Tify en su casa y alguien lo ve.
Gone Missing
Side Angle Side

## Premios
Nominada a Outstanding Stunt Coordination Norman Howell (Stunt coordinator)
Por el episodio "First Responders".

## Música
La canción inicial, de esta serie es "Fired up, feels good" una de las marchas empleadas por los marines americanos cuando corren.
Para la nueva temporada la canción inicial es "Walk the fire" de Robert Duncan.